# Jérôme Policand

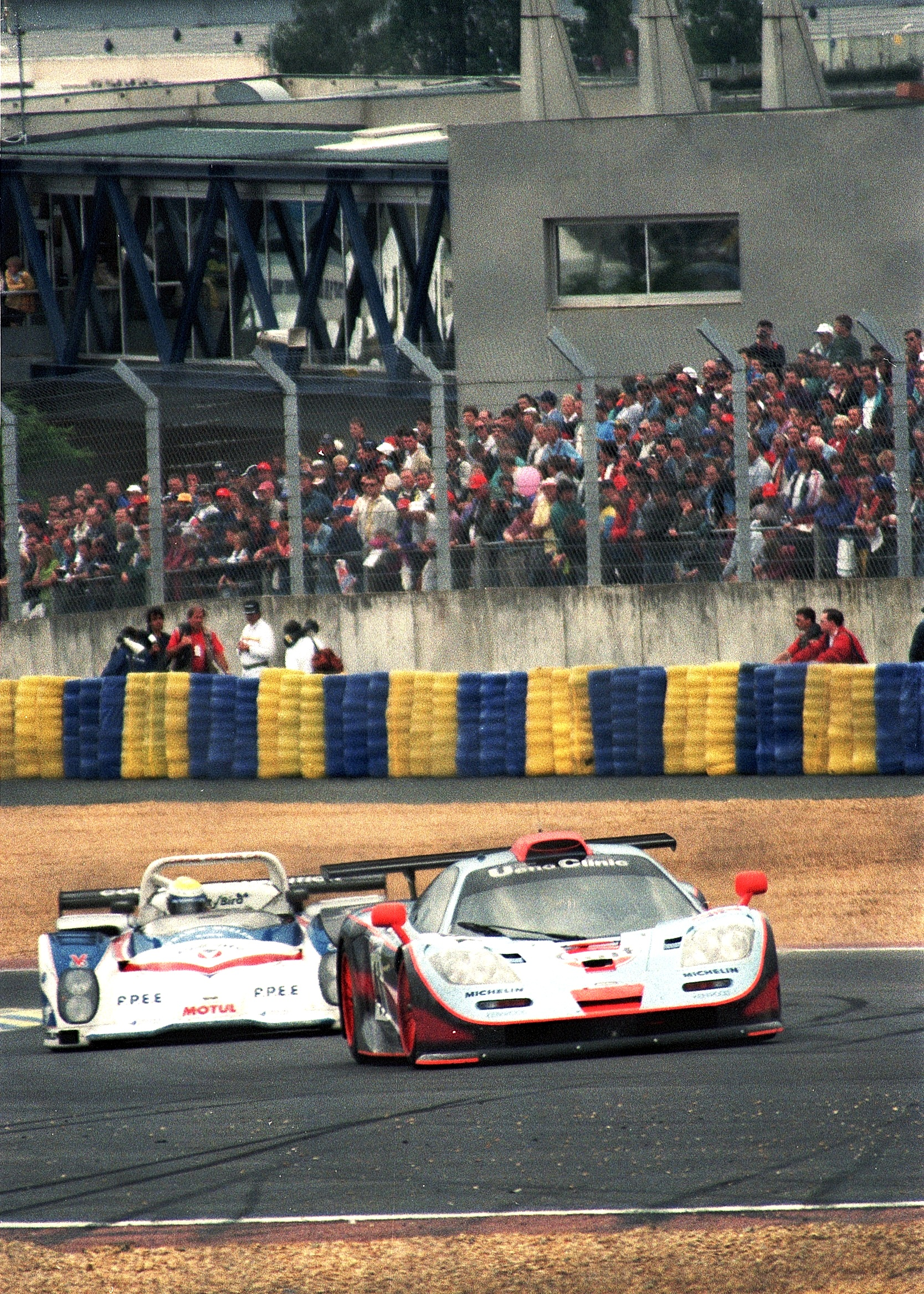
Der Courage C41 (links) von Marc Goossens, Jérôme Policand und Didier Cottaz beim 24-Stunden-Rennen von Le Mans 1997

Jérôme Jean-Edouard Policand (* 1. Oktober 1964 in Grenoble) ist ein französischer Autorennfahrer.

## Karriere im Motorsport
Jérôme Policand begann seine Karriere 1985 in der Formel Ford und fuhr in dieser Rennformel drei Jahre lang in der französischen Meisterschaft. 1988 folgte der Wechsel in die Französische Formel-3-Meisterschaft, wo seine beste Platzierung in der Schlusswertung der siebte Endrang 1990 war (Gesamtsieger Éric Hélary). Nach einigen Jahren in unterschiedlichen Formel-3000-Meisterschaften folgte 1996 der Einstieg in den Sportwagensport.
Im Sportwagen feierte er vier Gesamtsiege und war insgesamt 10-mal auf dem Podium der ersten drei. Hinzu kamen drei Klassensiege. Seinen ersten Sieg feierte er gemeinsam mit Didier Cottaz beim 4-Stunden-Rennen von Le Mans 1997 und beim 2-Stunden-Rennen von Jarama im selben Jahr. Es folgten Siege beim 2,30-Stunden-Rennen von Kyalami 1998 – mit Gary Formato auf einem Riley & Scott Mk III – und bei einem Wertungslauf der französischen GT-Meisterschaft 2005.
Sein bestes Ergebnis beim 24-Stunden-Rennen von Le Mans war der vierte Endrang 1997.

## Statistik

### Le-Mans-Ergebnisse
| Jahr | Team                  | Fahrzeug                  | Teamkollege      | Teamkollege              | Platzierung | Ausfallgrund |
| ---- | --------------------- | ------------------------- | ---------------- | ------------------------ | ----------- | ------------ |
| 1996 | Courage Compétition   | Courage C36               | Philippe Alliot  | Didier Cottaz            | Ausfall     | Unfall       |
| 1997 | Courage Compétition   | Courage C41               | Marc Goossens    | Didier Cottaz            | Rang 4      |              |
| 1998 | Jabouille-Bouresche   | Ferrari 333SP             | Vincenzo Sospiri | Jean-Christophe Boullion | Ausfall     | Getriebe     |
| 1999 | JB Racing             | Ferrari 333SP             | Mauro Baldi      | Christian Pescatori      | Ausfall     | Motorschaden |
| 2000 | ROC                   | Reynard 2KQ               | Jordi Gené       | Jean-Christophe Boullion | Ausfall     | Motor        |
| 2001 | SMG Compétition       | Courage C60               | Philippe Gache   | Anthony Beltoise         | Ausfall     | Motorschaden |
| 2002 | Team DAMS             | Panoz LMP-1 Roadster-S    | Perry McCarthy   | Marc Duez                | Ausfall     | Hauptwelle   |
| 2003 | Luc Alphand Aventures | Ferrari 550 GTS Maranello | Luc Alphand      | Frédéric Dor             | Rang 21     |              |
| 2005 | Luc Alphand Aventures | Porsche 996 GT3 RS        | Luc Alphand      | Christopher Campbell     | Rang 18     |              |
| 2006 | Luc Alphand Aventures | Chevrolet Corvette C5-R   | Luc Alphand      | Patrice Goueslard        | Rang 7      |              |
| 2007 | Luc Alphand Aventures | Chevrolet Corvette C6.R   | Luc Alphand      | Patrice Goueslard        | Rang 12     |              |
| 2008 | Luc Alphand Aventures | Chevrolet Corvette C6.R   | Luc Alphand      | Guillaume Moreau         | Rang 17     |              |
| 2010 | Luc Alphand Aventures | Chevrolet Corvette C6.R   | Stéphan Grégoire | David Hart               | Rang 15     |              |

### Sebring-Ergebnisse
| Jahr | Team          | Fahrzeug    | Teamkollege   | Platzierung | Ausfallgrund |
| ---- | ------------- | ----------- | ------------- | ----------- | ------------ |
| 1996 | Scott Schubot | Courage C41 | Scott Schubot | Ausfall     | Unfall       |